# Rattus pyctoris
Rattus pyctoris es una especie de roedor de la familia Muridae.

## Distribución geográfica
Se encuentra en Afganistán, China, India, Irán, Kirguistán, Nepal y Pakistán.